# Nature Neuroscience
Nature Neuroscience (abrégé en Nat. Neurosci.) est une revue scientifique à comité de lecture spécialisée dans tous les aspects de la recherche en neuroscience, de la recherche moléculaire fondamentale aux modèles cognitifs intégrés. Nature Neuroscience est une revue de très haut niveau publiée en anglais une fois par mois depuis mai 1998 par Nature Publishing Group.
D'après le Journal Citation Reports, le facteur d'impact de ce journal était de 16,095 en 2014. L'actuelle directrice de publication est Kalyani Narasimhan.